# Anthemiphyllia frustum
Espèce
Anthemiphyllia frustum Cairns, 1994, est une espèce de coraux appartenant à la famille des Anthemiphylliidae.

## Habitat et répartition
On trouve ce corail à 209 m et jusqu'à 340 m.